# Chapelle Saint-Pé de la Moraine
La chapelle Saint-Pé de la Moraine (ou chapelle Saint-Tritous) est une chapelle romane située à Garin dans le département français de la Haute-Garonne en région Occitanie.
Saint-Pé est un toponyme inspiré de la forme gasconne de Sanctus Petrus (saint Pierre). 

## Localisation
La chapelle se dresse, isolée sur une moraine, au lieu-dit Saint-Tritous, à quelques dizaines de mètres de la route reliant Luchon au col de Peyresourde. Le nom de Saint-Tritous vient de saint Heritous, forme gasconne de saint Fructueux (le gascon élide le f). Sa situation isolée a fait l’objet d’une légende : le village qui l’entourait, peuplé de brigands et de gens de mauvaise vie, aurait été englouti par une punition divine.

## Historique
La chapelle fut construite aux Xe et XIe siècles.
Elle fait l'objet d'une inscription au titre des monuments historiques depuis le 8 avril 1971.

## Architecture
La chapelle, édifiée en moellon et couverte de lauzes, présente une façade occidentale aveugle surmontée d'un clocher-mur percé de deux baies campanaires.
Les façades latérales, percées de fines ouvertures, sont soutenues par de puissants contreforts.
À l'est, la chapelle se termine par un chevet composé d'une abside semi-circulaire unique, enduite de crépi, sans fenêtres et soutenue par un contrefort central.
À l’intérieur, on a remis au jour le pavement d’origine, réalisé en petits galets, qui figure en son centre le dessin d’un poisson (premier symbole du Christ).

## Ornementation

### Le portail
Le principal intérêt de la chapelle Saint-Pé ne réside cependant pas dans son architecture, somme toute fort simple, mais dans son exceptionnelle décoration.
La façade méridionale est percée d'un portail en pierre de taille de style classique, surmonté de cippes (stèles funéraires) en réemploi, très semblables à ceux que l'on trouve à l'église Saint-Aventin-de-Larboust de Saint-Aventin.

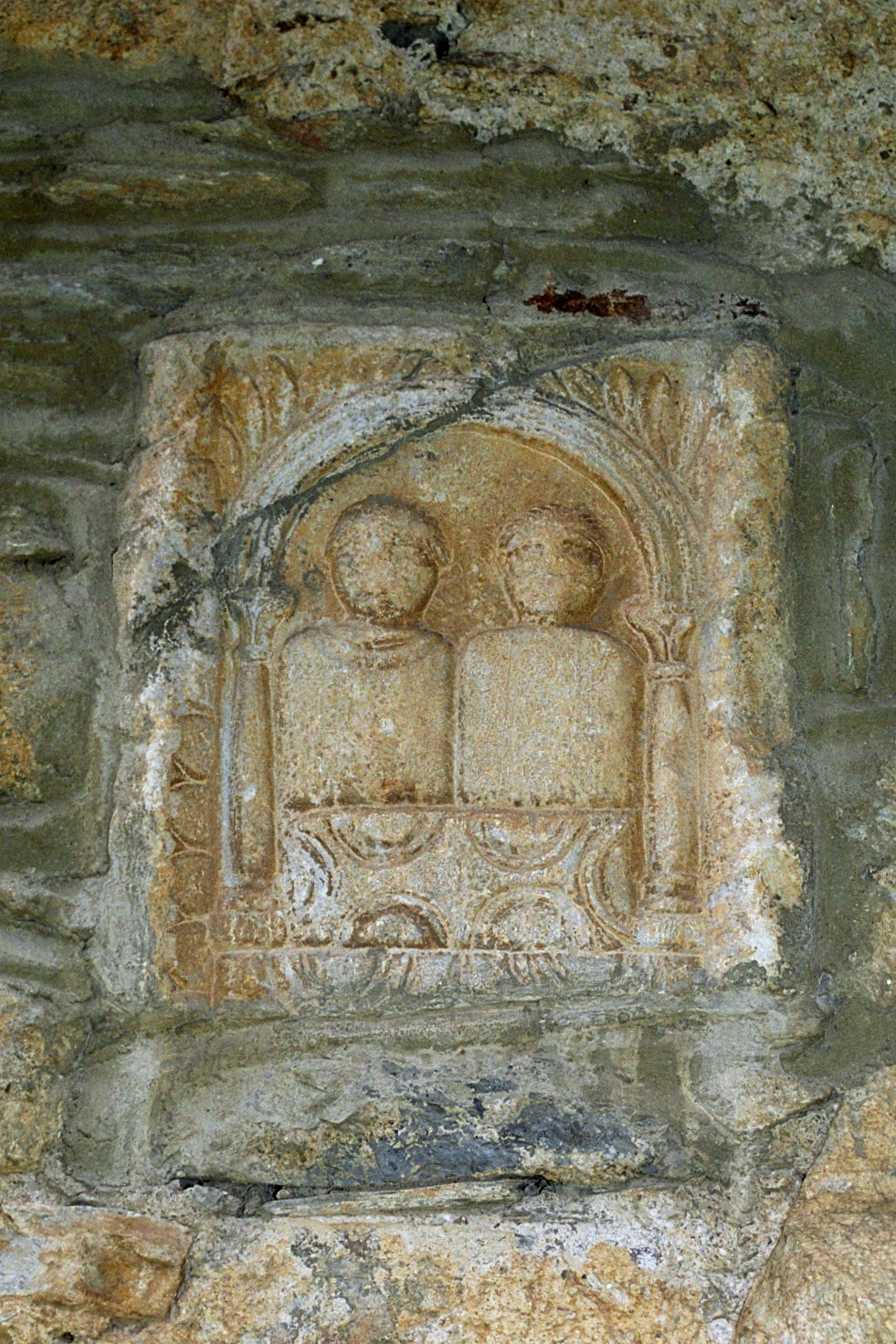
Cippe placé au-dessus du portail en haut à gauche.
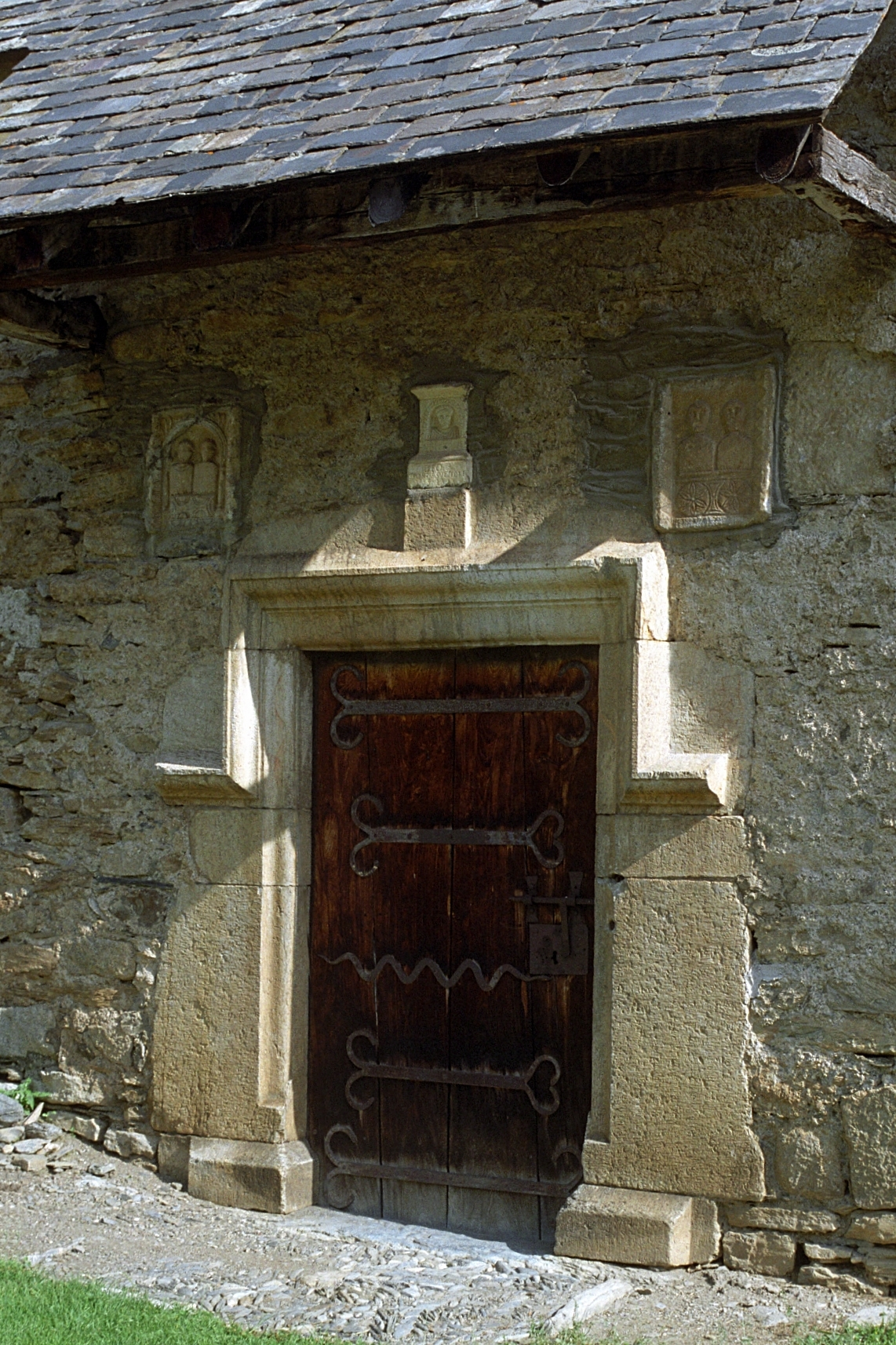
Le portail.
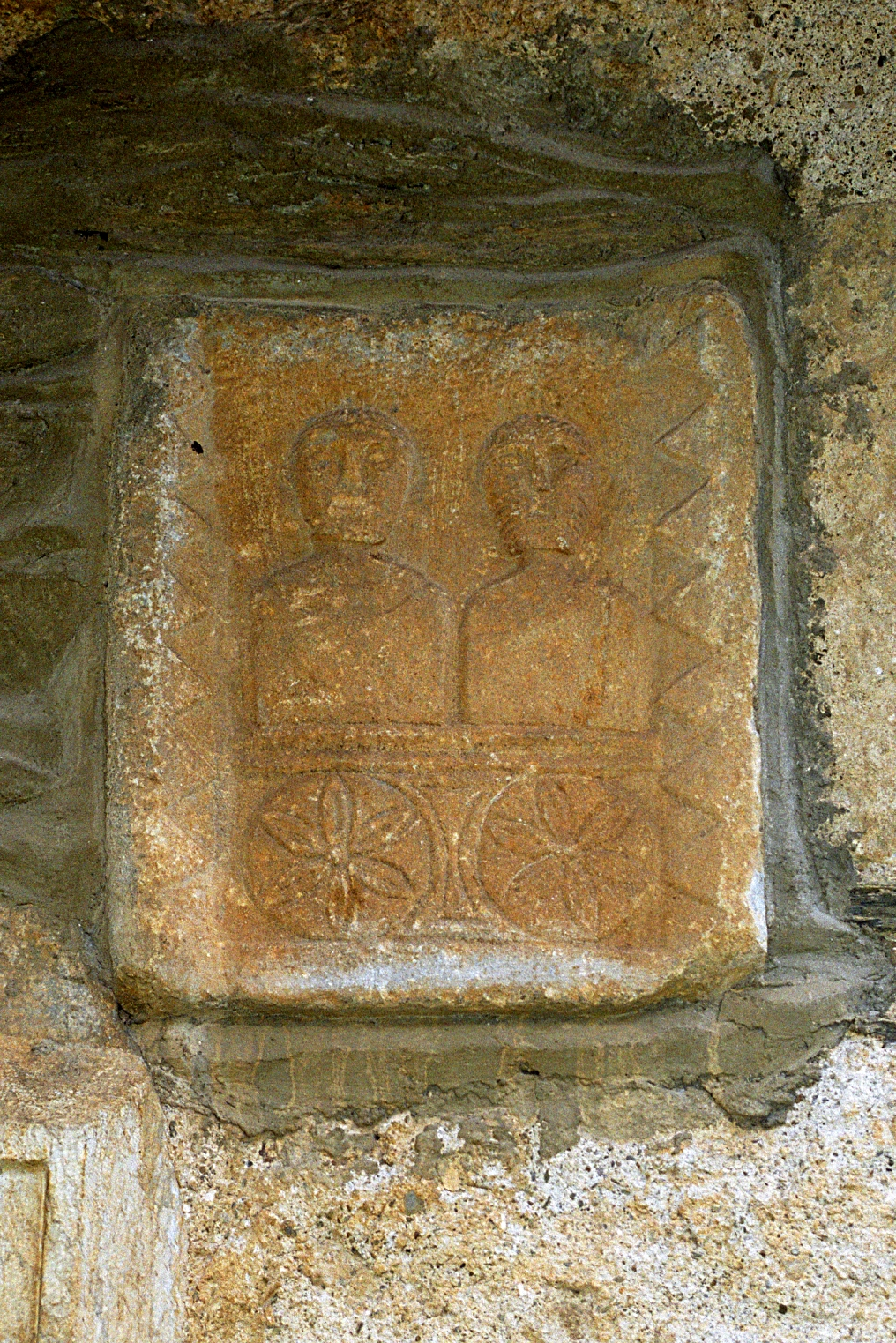
Cippe placé au-dessus du portail en haut à droite.

### Sculptures
Cette façade présente également un bas-relief blanc représentant probablement une divinité pyrénéenne.
Enfin, on retrouve des cippes utilisés en réemploi sur certains contreforts.

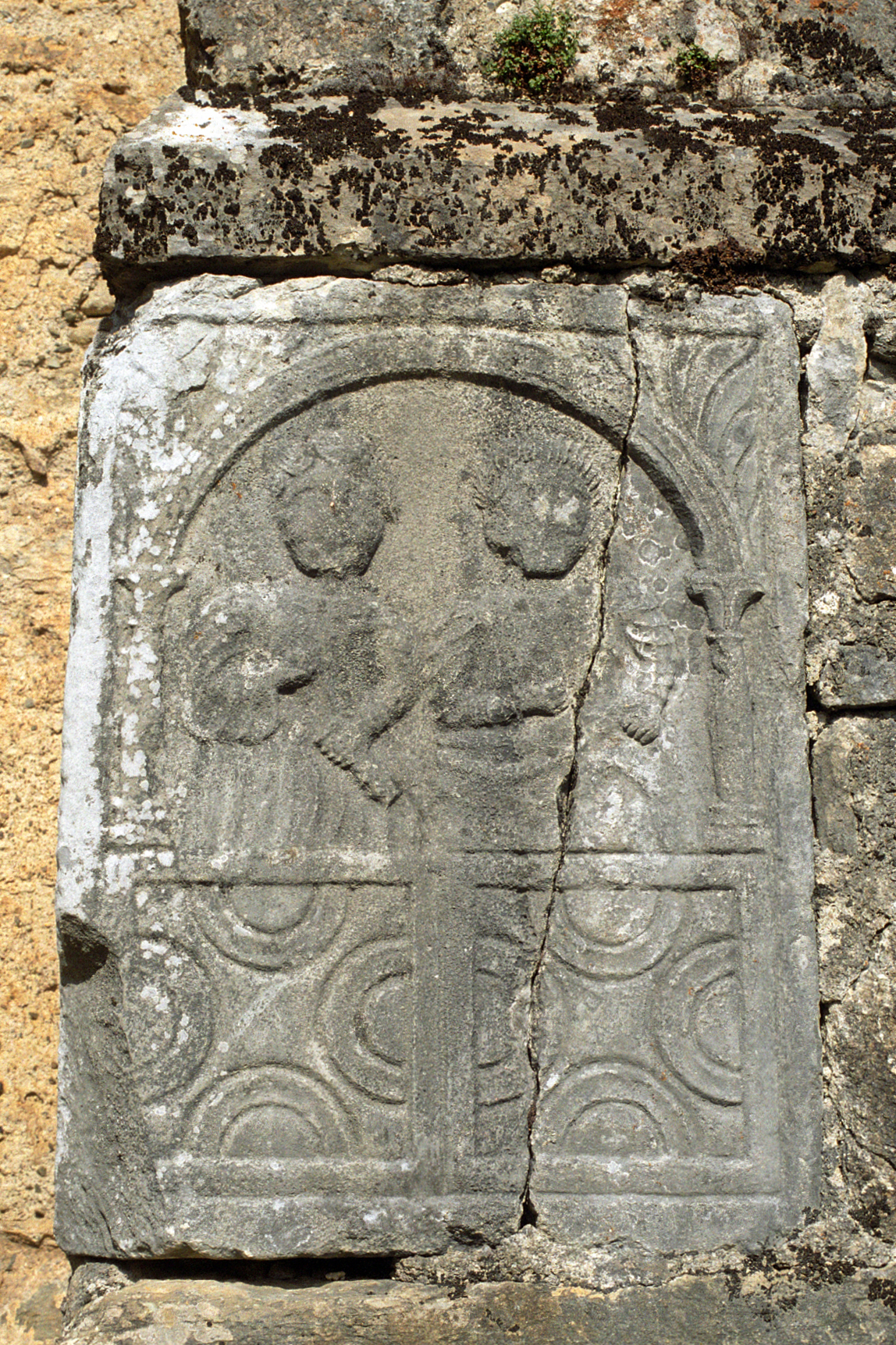
Cippe.
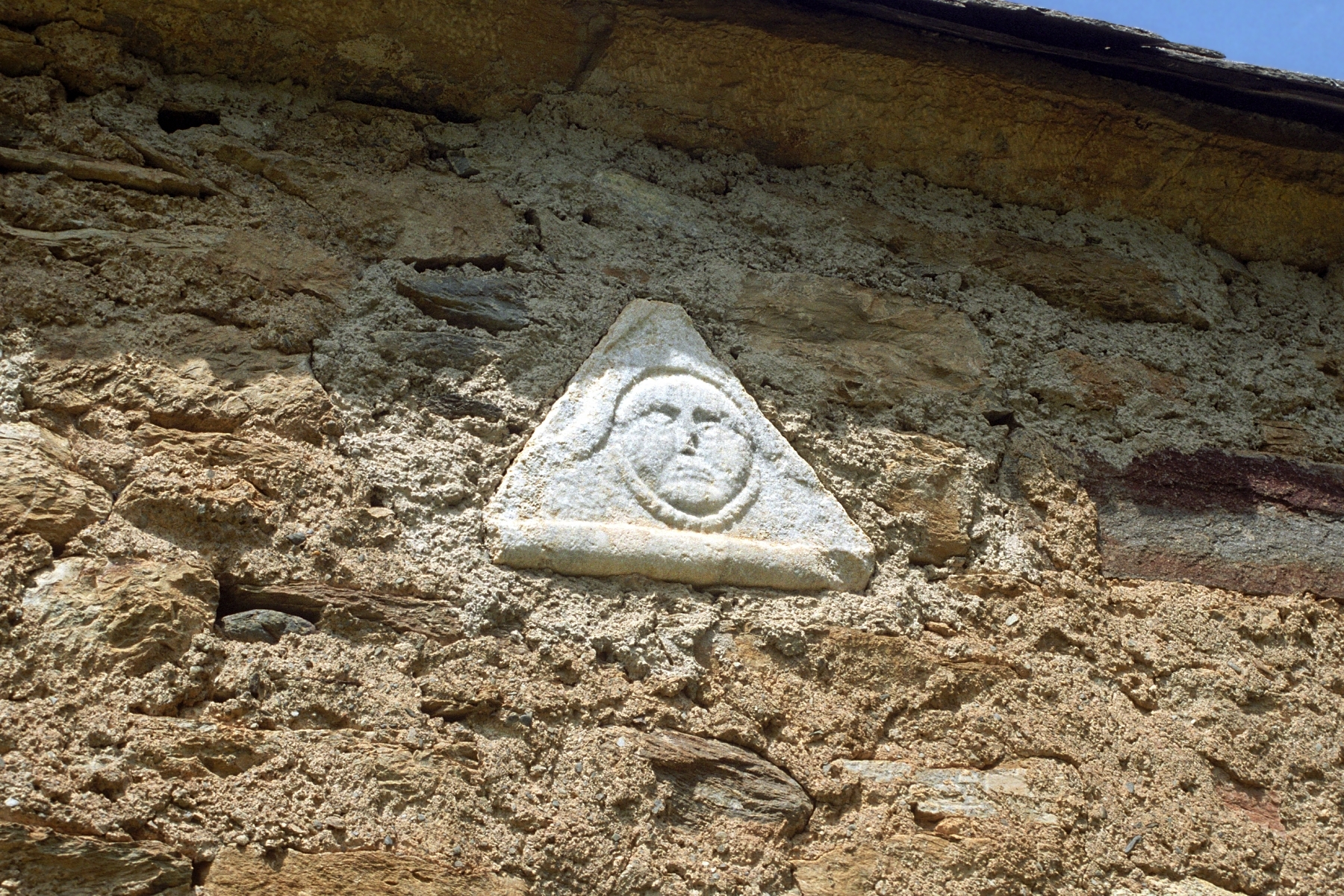
Divinité pyrénéenne.
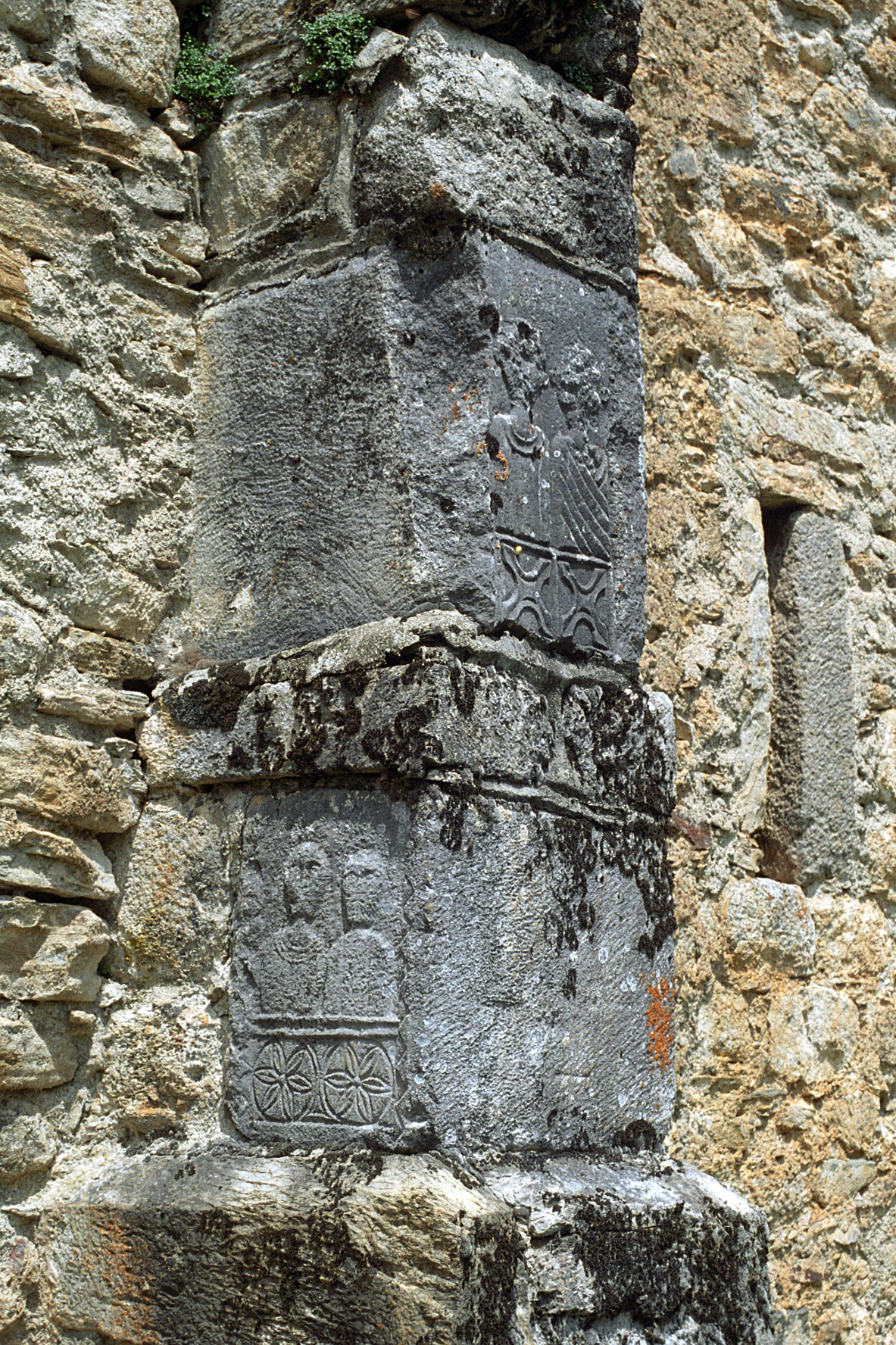
Contrefort orné de cippes.